# Wojewódzki Sztab Wojskowy w Poznaniu

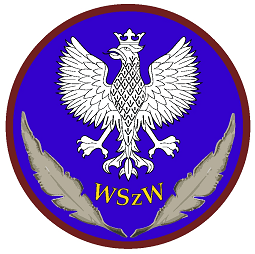
Oznaka rozpoznawcza WSzW Poznań na mundur wyjściowy.

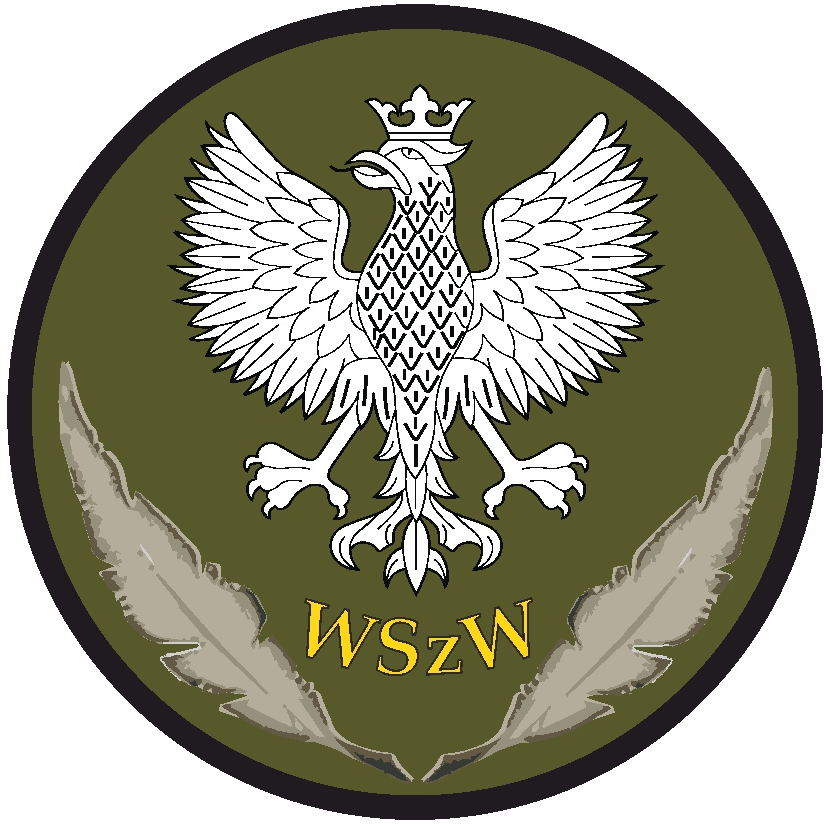
Oznaka rozpoznawcza WSzW Poznań na mundur polowy.

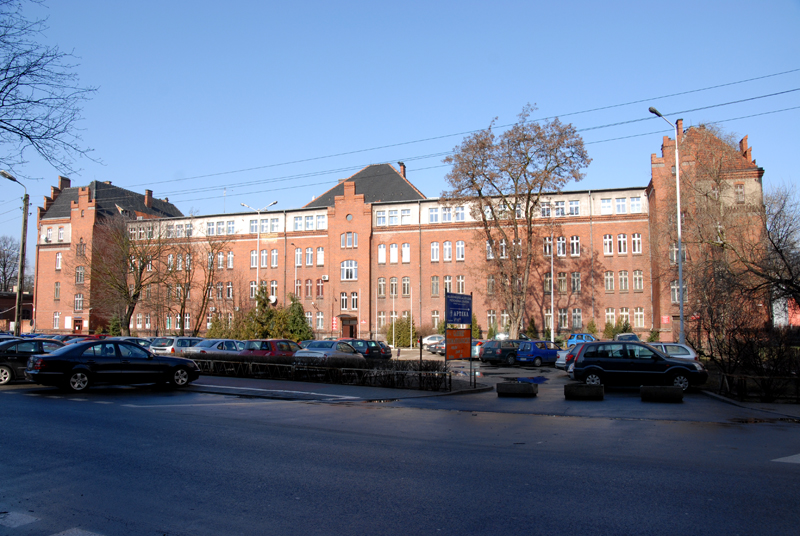
Siedziba WSzW w Poznaniu, ul. Solna 21

Wojewódzki Sztab Wojskowy w Poznaniu (WSzW Poznań) – terenowy organ wykonawczy Ministra Obrony Narodowej w sprawach operacyjno-obronnych i rządowej administracji niezespolonej, z siedzibą przy ul. Solnej 21 w Poznaniu, podporządkowany Szefowi Sztabu Generalnego Wojska Polskiego.

## Zadania Wojewódzkiego Sztabu Wojskowego w Poznaniu
Do głównych zadań Szefa Wojewódzkiego Sztabu Wojskowego w Poznaniu należy:
- wykonywanie czynności jako organu wyższego stopnia, w rozumieniu przepisów ustawy z dnia 14 czerwca 1960 r. – Kodeks postępowania administracyjnego, w stosunku do wojskowych komendantów uzupełnień;
- zapewnienie operacyjnego i mobilizacyjnego rozwinięcia jednostek wojskowych;
- koordynacja rozwijania i użycia oddziałów i pododdziałów wojskowych na potrzeby zwalczania klęsk żywiołowych i likwidacji ich skutków, ochrony mienia, akcji poszukiwawczych oraz ratowania lub ochrony zdrowia i życia ludzkiego;
- gromadzenie informacji na potrzeby realizacji przedsięwzięć wykonywanych w ramach obowiązków państwa – gospodarza oraz planowania użycia przydzielonych sił i środków do wsparcia wojsk sojuszniczych;
- zapewnienie uzupełnienia potrzeb osobowych jednostek wojskowych oraz innych jednostek wykonujących zadania na rzecz obronności lub bezpieczeństwa państwa;
- koordynacja czynności realizowanych w ramach gromadzenia zasobów osobowych na potrzeby Narodowych Sił Rezerwowych;
- udział w realizacji zadań z zakresu zarządzania kryzysowego w województwie;
- koordynacja przedsięwzięć prowadzonych w ramach pomocy w zakresie aktywizacji zawodowej żołnierzy i osób zwolnionych z czynnej służby wojskowej oraz członków ich rodzin (rekonwersja);
- planowanie wykorzystania sił układu pozamilitarnego na potrzeby obronne;
- administrowanie rezerwami osobowymi i świadczeniami na rzecz obrony;
- udział w planowaniu przestrzennego zagospodarowania, ze względu na potrzeby obronności i bezpieczeństwa państwa;
- współpraca z innymi organami i podmiotami w sprawach związanych z obronnością państwa.

Realizując zadania ustawowe Szef Wojewódzkiego Sztabu Wojskowego w Poznaniu współpracuje z wojewodą wielkopolskim, organami administracji samorządowej, podmiotami gospodarczymi i innymi jednostkami organizacyjnymi województwa oraz współpracuje z dowódcami jednostek wojskowych i pozamilitarnymi ogniwami obronnymi w zakresie operacyjnego przygotowania terenu oraz wykorzystania infrastruktury wojskowej i cywilnej województwa.

## Historia Wojewódzkiego Sztabu Wojskowego w Poznaniu
Działanie Wojewódzkiego Sztabu Wojskowego w Poznaniu zapoczątkowała Wojskowa Komenda Wojewódzka w Poznaniu powołana do życia Zarządzeniem Szefa Sztabu Generalnego WP Nr 099/Org. z dnia 15 grudnia 1951 r. Powołana do życia Wojskowa Komenda Wojewódzka w Poznaniu była podległa bezpośrednio Dowódcy Śląskiego Okręgu Wojskowego we Wrocławiu.
Utworzenie tej instytucji stanowiło zalążek do powstania i rozwoju administracji wojskowej szczebla wojewódzkiego. Jednym z głównych zadań Wojskowej Komendy Wojewódzkiej było rozwiązywanie kluczowych problemów z zakresu administrowania zasobami poborowych i rezerwistów na terenie województwa poznańskiego. W ciągu wielu lat funkcjonowania, struktura i zadania organów administracji wojskowej zmieniały się wielokrotnie. Podyktowane to było polityką Państwa i potrzebami Sił Zbrojnych. 
Organ administracji wojskowej o nazwie Wojewódzki Sztab Wojskowy w Poznaniu powstał na podstawie Zarządzenia Szefa Sztabu Generalnego Wojska Polskiego Nr 0143/Org. z dnia 21 listopada 1962 roku. 

### Szefowie Wojewódzkiego Sztabu Wojskowego w Poznaniu
- gen. bryg. Andrzej Porajski – w latach 1962–1976;
- gen. bryg. Witold Wereszczyński – w latach 1976–1983
- płk Franciszek Kowandy – w latach 1983–1983;
- płk Stefan Łukaszkiewicz – w latach 1983–1985;
- płk Zdzisław Palimąka – w latach 1985–1990;
- płk Zbigniew Zajączek – w latach 1990–1991;
- płk Aleksander Musiał – w latach 1991–1993;
- płk Zbigniew Zajączek – w latach 1993–1994:
- płk Władysław Hammer – w latach 1994–2002:
- płk dypl. inż. Wojciech Andrzej Reszka – w latach 2002–2008;
- płk dypl. Jan Rynkiewicz – w latach 2008–2009;
- płk dr Zdzisław Małkowski – w latach 2009–2018;
- płk Grzegorz Konopko – w latach 2018–2020;
- płk Mariusz Woźniak – od 2020.

## Zasięg terytorialny i instytucje podległe Szefowi Wojewódzkiego Sztabu Wojskowego w Poznaniu

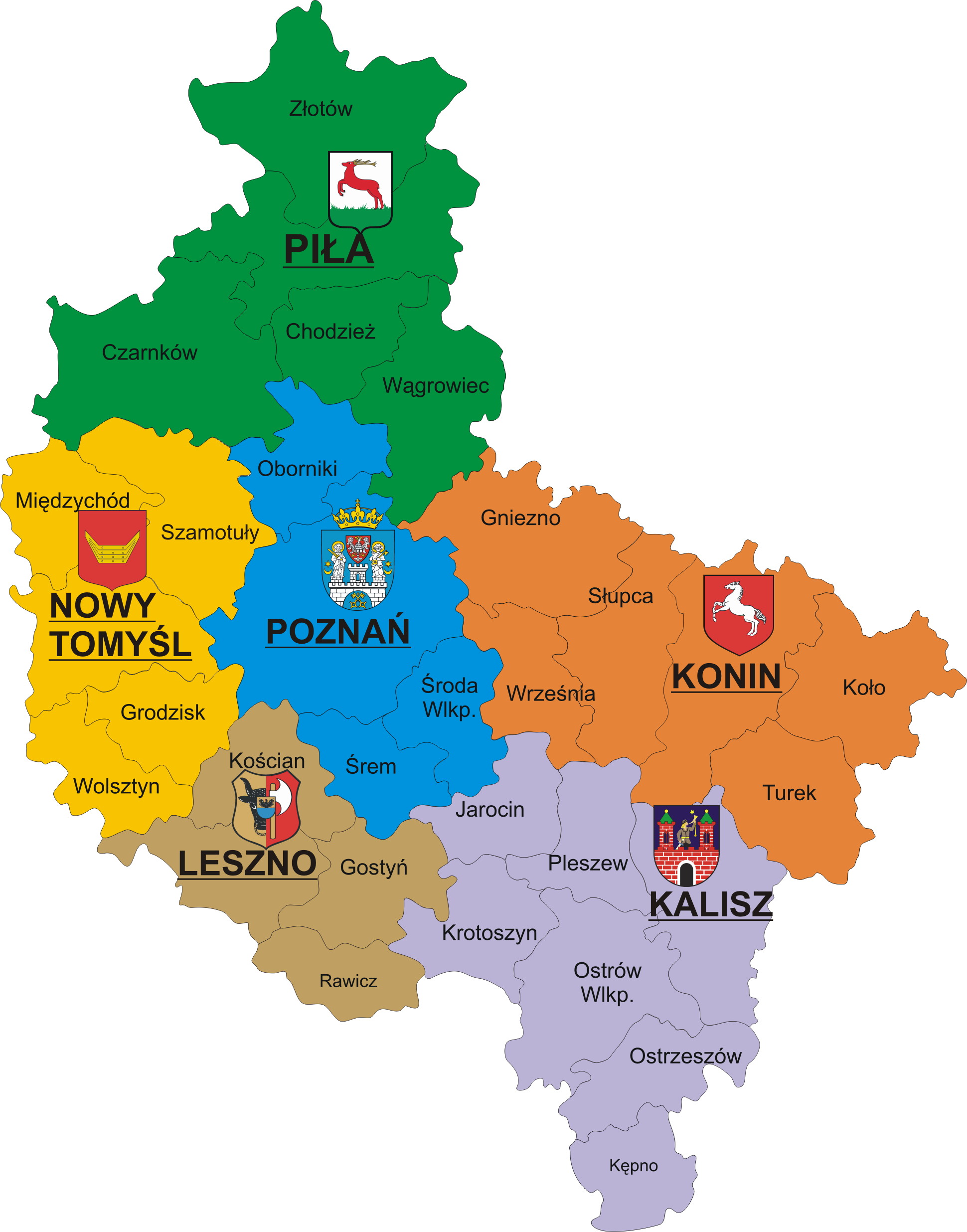
Zasięg terytorialny WSzW w Poznaniu

Terytorialny zasięg działania Wojewódzkiego Sztabu Wojskowego w Poznaniu obejmuje województwo wielkopolskie.
Podległe wojskowe komendy uzupełnień swoim terytorialnym zasięgiem działania obejmują:

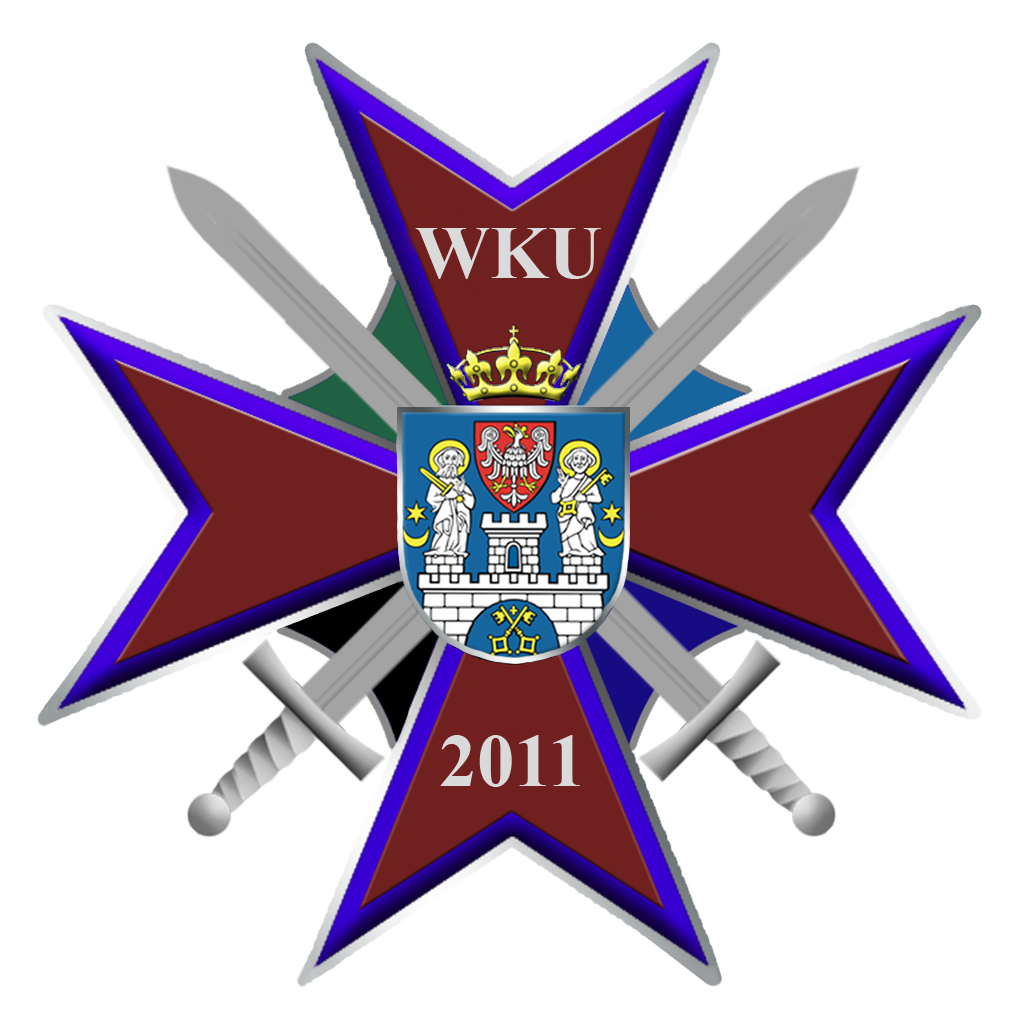
Odznaka WKU w Poznaniu

### Wojskowa Komenda Uzupełnień w Poznaniu
dla miast i gmin objętych zasięgiem działania powiatów: obornickiego, poznańskiego, średzkiego i śremskiego oraz miasta Poznań.

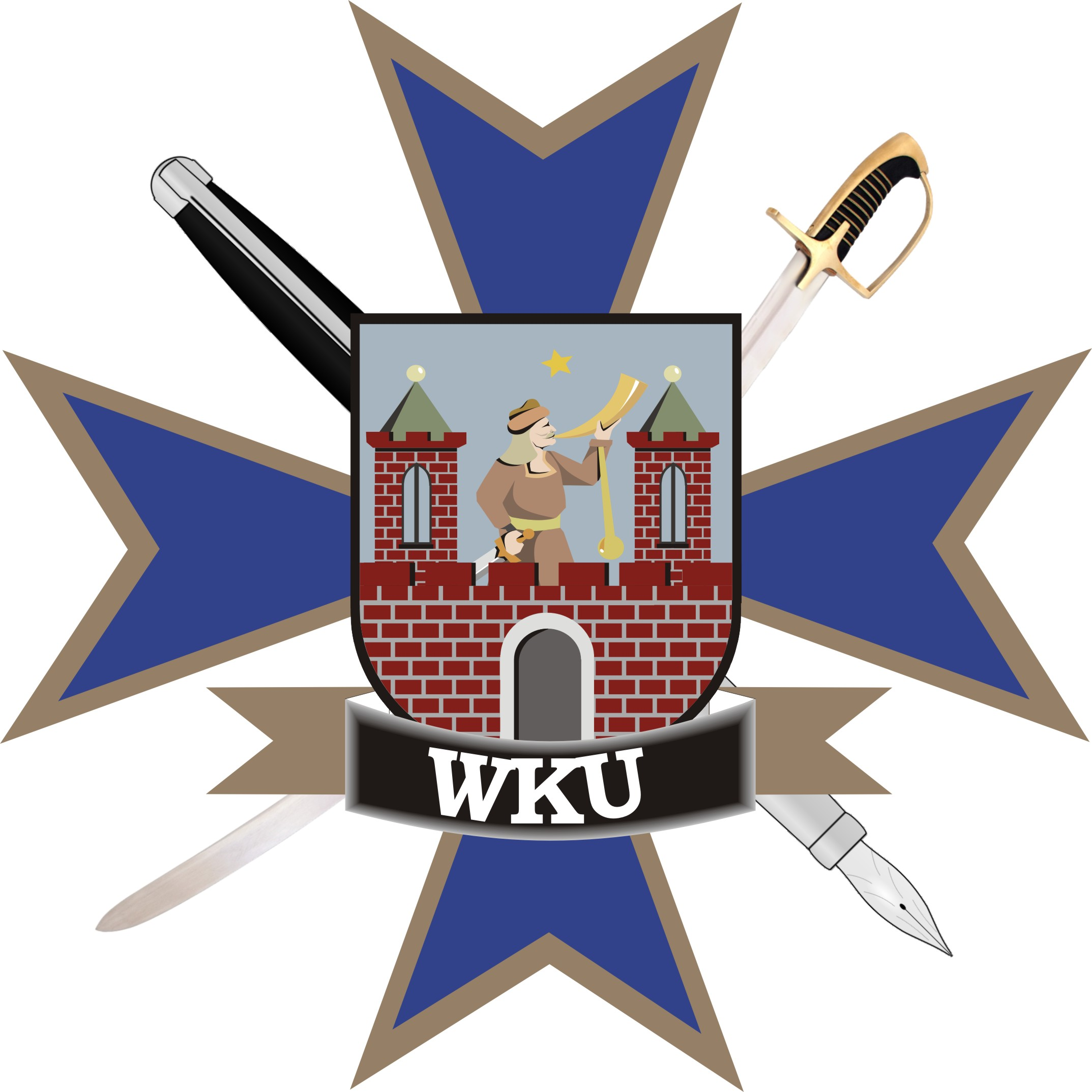
Odznaka WKU w Kaliszu

### Wojskowa Komenda Uzupełnień w Kaliszu
dla miast i gmin objętych zasięgiem działania powiatów: jarocińskiego, kaliskiego, kępińskiego, krotoszyńskiego, ostrowskiego, ostrzeszowskiego i pleszewskiego oraz miasta Kalisz. 

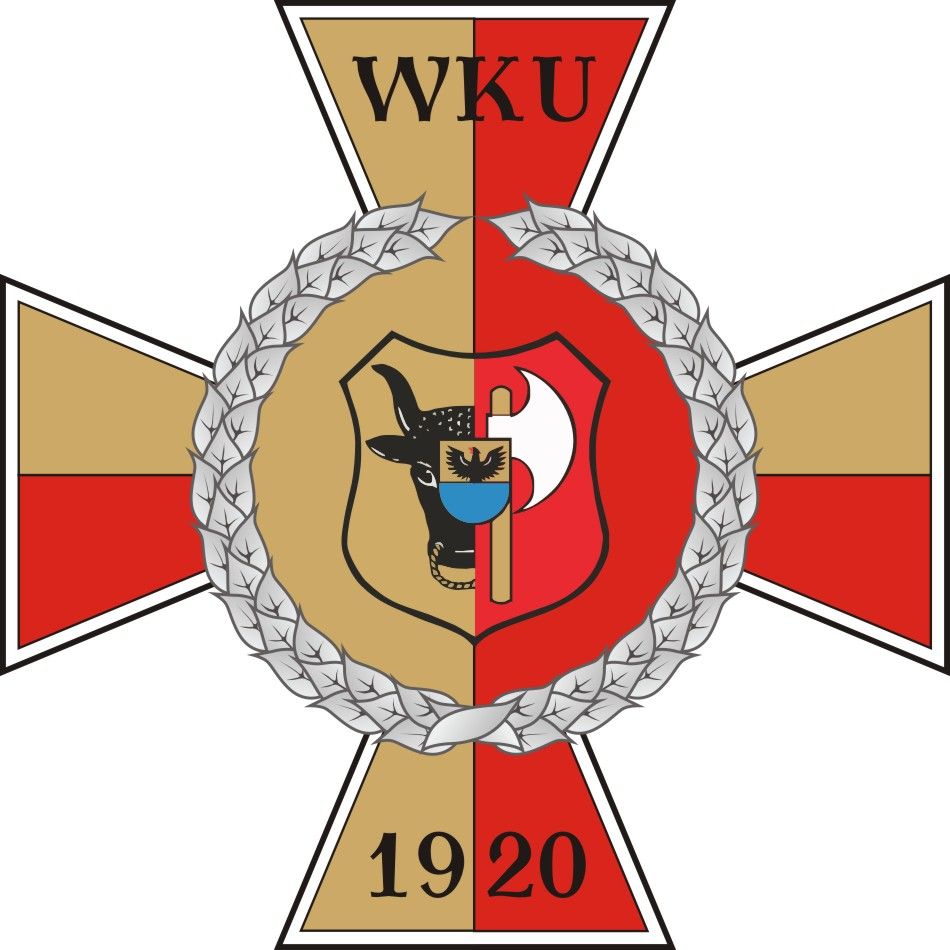
Odznaka WKU w Lesznie

### Wojskowa Komenda Uzupełnień w Lesznie
dla miast i gmin objętych zasięgiem działania powiatów: gostyńskiego, kościańskiego, leszczyńskiego i rawickiego oraz miasta Leszno.

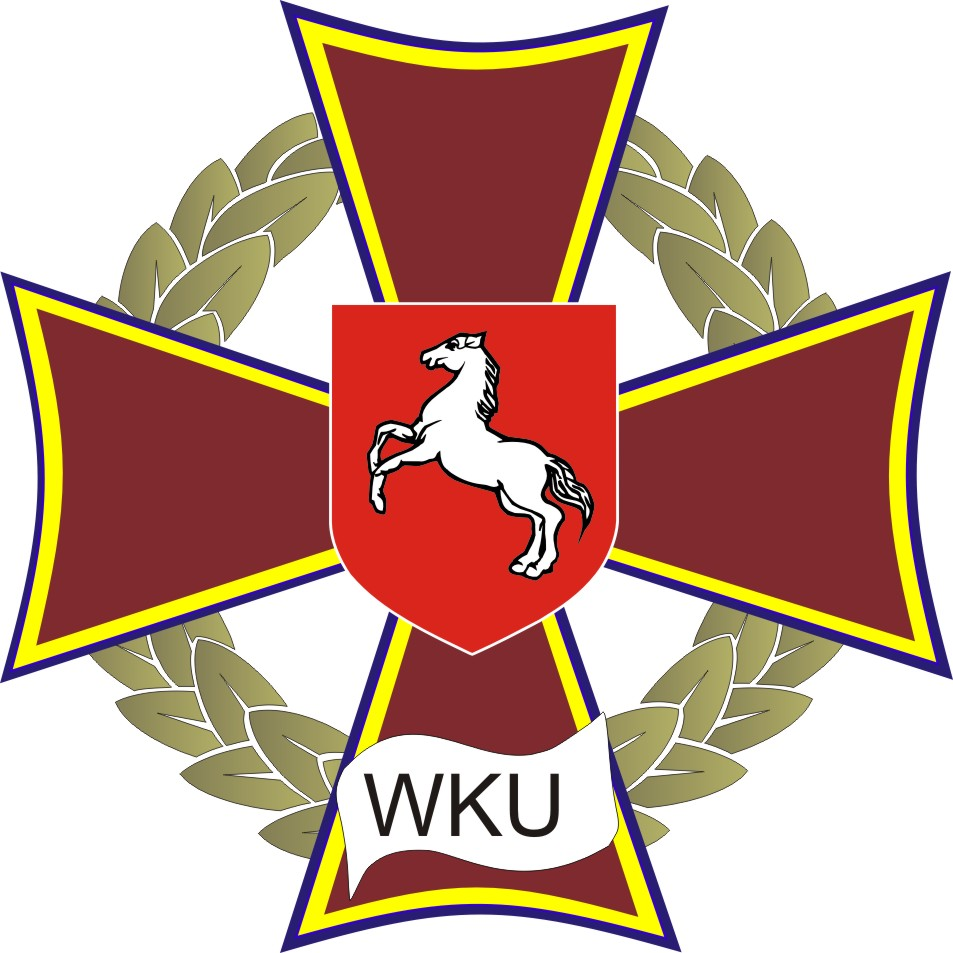
Odznaka WKU w Koninie

### Wojskowa Komenda Uzupełnień w Koninie
dla miast i gmin objętych zasięgiem działania powiatów: gnieźnieńskiego, kolskiego, konińskiego, słupeckiego, tureckiego i wrzesińskiego oraz miasta Konin.

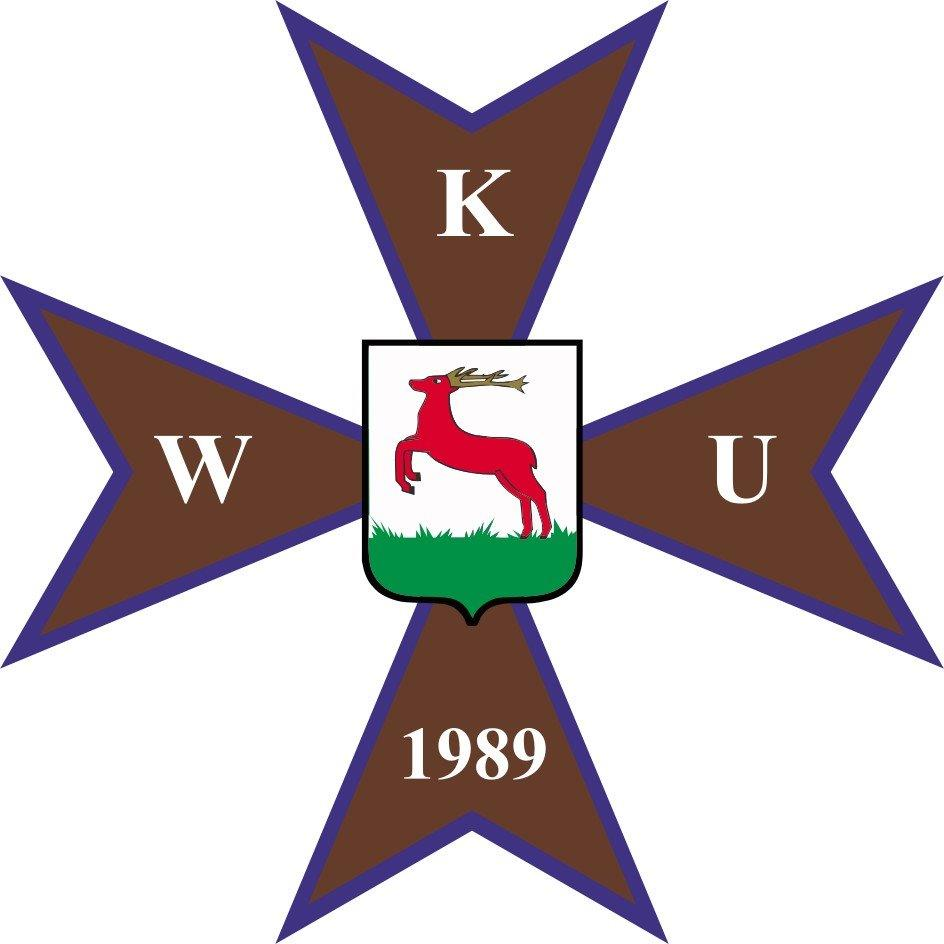
Odznaka WKU w Pile

### Wojskowa Komenda Uzupełnień w Pile
dla miast i gmin objętych zasięgiem działania powiatów: chodzieskiego, czarnkowsko – trzcianeckiego, pilskiego, wągrowieckiego i złotowskiego.

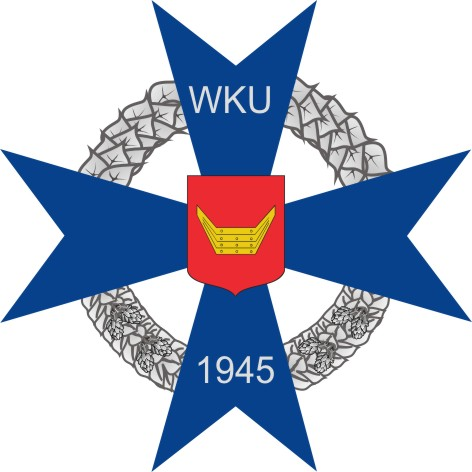
Odznaka WKU w Nowym Tomyślu

### Wojskowa Komenda Uzupełnień w Nowym Tomyślu
dla miast i gmin objętych zasięgiem działania powiatów: grodziskiego, międzychodzkiego, nowotomyskiego, szamotulskiego i wolsztyńskiego.

### Komenda Garnizonu Poznań
obejmująca terytorialnym zasięgiem miasto Poznań oraz powiaty: międzychodzki, nowotomyski, obornicki, poznański, szamotulski, wągrowiecki.

## Zadania Wojskowych Komend Uzupełnień
Do głównych zadań wojskowych komendantów uzupełnień należy: 
- zapewnienie mobilizacyjnego rozwinięcia jednostek wojskowych;
- administrowanie rezerwami osobowymi;
- realizacja świadczeń na rzecz obrony;
- współpraca z innymi organami i podmiotami w sprawach związanych z obronnością państwa;
- rekrutacja i nabór ochotników do czynnej służby wojskowej, w tym do zawodowej służby wojskowej i służby kandydackiej;
- udział w realizacji zadań z zakresu zarządzania kryzysowego w ramach terytorialnego zasięgu działania wojskowych komend uzupełnień;
- promocja obronności i służby wojskowej.